# Pegyliertes liposomales Irinotecan
| Allgemeines        |                                          |
| Handelsname        | Onivyde                                  |
| Andere Namen       | Pegyliertes liposomales Irinotecan       |
| Summenformel       | C33H38N4O6 (Irinotecan)                  |
| Arzneistoffangaben |                                          |
| ATC-Code           | L01CE02 (Irinotecan)                     |
| Wirkstoffklasse    | Zytostatikum (Topoisomerase-1-Inhibitor) |
| Eigenschaften      |                                          |
| Molare Masse       | 586,68 g·mol−1 (Irinotecan)              |

Pegyliertes liposomales Irinotecan (nal-IRI) ist eine liposomal verkapselte Form von Irinotecan, die unter dem Handelsnamen Onivyde (Hersteller Servier) vertrieben wird. Im Oktober 2015 wurde nal-IRI von der U.S. Food and Drug Administration (FDA) und im Oktober 2016 in der Europäischen Union zur Behandlung des metastasierten Adenokarzinoms des Pankreas zugelassen.

## Anwendungsgebiete
In Europa ist nal-IRI in Kombination mit 5-Fluoruracil (5-FU) und Leucovorin (LV) zur Behandlung des metastasierten Adenokarzinoms des Pankreas bei erwachsenen Patienten indiziert, deren Erkrankung unter einer Gemcitabin-basierten Therapie fortgeschritten ist. In der zulassungsrelevanten internationalen, multizentrischen, randomisierten Phase-III-Studie NAPOLI-1 war die Kombination aus nal-IRI plus 5-FU/LV (NAPOLI-Schema) im Vergleich zu 5-FU/LV bei Patienten mit metastasiertem Adenokarzinom des Pankreas und Gemcitabin-basierter Vortherapie hinsichtlich des medianen Gesamtüberlebens (mOS; 6,1 vs. 4,2 Monate, Hazard Ratio [HR]: 0,67; p = 0,012), des progressionsfreien Überlebens, der objektiven Ansprechrate, der Zeit bis zum Therapieversagen und des CA19-9-Tumormarker-Ansprechens bei guter Verträglichkeit und Erhalt der Lebensqualität signifikant überlegen. Die häufigsten unerwünschten Ereignisse vom Grad 3/4 unter der Kombination von nal-IRI plus 5-FU/LV waren Neutropenie (27 %), Diarrhö (13 %), Erbrechen (11 %) und Fatigue (14 %). Im Mai 2024 erhielt die Kombination aus Onivyde + Oxaliplatin, 5-Fluorouracil und Leucovorin (NALIRIFOX) – basierend auf den Ergebnissen der Phase-III-Studie NAPOLI-3 – die Zulassung als Erstlinien-Therapie beim metastasierten Pankreaskarzinom. Unter NALIRIFOX zeigte sich in der NAPOLI-3-Studie ein signifikant verlängertes medianes OS von 11,1 Monaten im Vergleich zu 9,2 Monaten unter Gem+nabPac
(Hazard Ratio [HR] 0,83; p=0,036).Die signifikante Überlegenheit zeigte sich auch beim progressionsfreien Überleben: so betrug das mediane PFS mit NALIRIFOX 7,4 Monate im Vergleich zu 5,6 Monaten unter Gem+nab (HR 0,69; p<0,0001). Darüber hinaus konnten in der Studie unter NALIRIFOX auch höhere Ansprechraten erreicht werden als unter Gem+nabPac (ORR 41,8 % versus 36,2 %). Das Nebenwirkungsprofil von NALIRIFOX war handhabbar und konsistent mit den bereits bekannten Sicherheitsprofilen der
Einzelsubstanzen. Unerwartete Sicherheitssignale traten nicht auf.

## Leitlinienempfehlungen
Nal-IRI plus 5-FU/LV (NAPOLI-Schema) kann gemäß der Onkopedia-Leitlinie bei Nicht-Ansprechen, Progress oder Nebenwirkungen gegenüber Gemcitabin mit/ohne nab-Paclitaxel in der Zweitlinie eingesetzt werden. Von der internationalen Leitlinie des National Comprehensive Cancer Network (NCCN) wird nal-IRI plus 5-FU/LV in der Kategorie 1 als Zweitlinientherapie bei Patienten mit metastasiertem Pankreaskarzinom und vorheriger Gemcitabin-basierter Therapie sowie einem Eastern Cooperative Oncology Group (ECOG) Performance Status von 0–2 empfohlen. Die S3-Leitlinie zum exokrinen Pankreaskarzinom wurde im April 2024 um die Empfehlung zur Erstlinien-Therapie des fortgeschrittenen oder metastasierten Pankreaskarzinoms mit der NALIRIFOX-Therapie erweitert.

## Wirkungsweise und Eigenschaften
Nal-IRI ist die verkapselte Formulierung des antineoplastisch wirksamen Topoisomerase-1-Inhibitors Irinotecan – eines wasserlöslichen, halbsynthetischen Derivats des natürlich vorkommenden zytotoxischen Pflanzenalkaloids Camptothecin. Das Prodrug Irinotecan und sein aktiver sowie in vitro etwa 1.000-fach potenterer Metabolit SN-38 binden reversibel an den Topoisomerase-1-DNA-Komplex und hemmen die Topoisomerase 1, welche die Induktion von DNA-Einzelstrangbrüchen katalysiert. Die Folgen sind DNA-Schäden und Zelltod.
Aufgrund von pharmakogenetischen Unterschieden u. a. in der SN-38-Clearance weist nicht liposomales Irinotecan eine sehr variable Wirksamkeit und Toxizität auf. Die pegylierte liposomale Formulierung wurde entwickelt, um die pharmakologischen Eigenschaften von nicht liposomalem Irinotecan zu verbessern und das Sicherheitsprofil bei zugleich gesteigerter antitumoraler Aktivität zu optimieren. Die liposomale Verkapselung von Irinotecan verändert das pharmakokinetische Profil der Substanz, indem die systemische Verfügbarkeit und somit die Expositionsdauer im Vergleich zu freiem Irinotecan verlängert wird.
Die liposomale Verkapselung besteht aus einer unilamellaren Lipiddoppelschicht mit 110 nm Durchmesser und weist mit 109.000 Irinotecan-Molekülen/Liposom-Vesikeln eine hohe Ladekapazität auf. In seiner aktiven Form wird Irinotecan im Inneren des Liposoms stabilisiert. Die hohe Stabilität ermöglicht eine verbesserte systemische Zirkulation und Verteilung des Wirkstoffs. Die Kombination aus erhöhter Permeabilität der Tumorblutgefäße und dem beeinträchtigten Lymphabfluss führt vermutlich zu einer vermehrten Akkumulation der Substanz im Tumorgewebe. Zudem verhindert das an die Liposom-Oberfläche gebundene Polyethylenglykol (PEG) die Bindung von zirkulierenden Plasmaproteinen und somit die vorzeitige Eliminierung von Irinotecan aus dem Blutkreislauf. Im Mausmodell (Kolonkarzinom) wurde für nal-IRI in fünffach reduzierter Dosierung im Vergleich zu herkömmlichem Irinotecan bei vergleichbarer intratumoraler SN-38-Exposition eine gesteigerte Antitumor-Aktivität und längere Expositionsdauer nachgewiesen.

## Darreichungsformen
Pegyliertes liposomales Irinotecan steht als 4,3 mg/ml Konzentrat zur Herstellung einer Infusionsdispersion für die intravenöse Gabe zur Verfügung.

## Dosierungen, Dosisanpassungen und Art der Anwendung
Die Kombination von nal-IRI mit 5-FU und LV sollte sequenziell verabreicht werden. Die empfohlene Dosierung von nal-IRI (freie Base) beträgt 70 mg/m² intravenös (i.v.) über 90 Minuten, gefolgt von LV 400 mg/m² i.v. über 30 Minuten und anschließend 5-FU 2.400 mg/m² i.v. über 46 Stunden alle zwei Wochen. Nal-IRI soll nicht als Monotherapie gegeben werden. Als Prämedikation wird 30 Minuten vor Gabe von nal-IRI Dexamethason (Standarddosierung) oder ein gleichwertiges Kortikosteroid in Kombination mit einem 5-HT3-Antagonisten empfohlen.
Bei hämatologischen und nicht hämatologischen Grad-3/4-Toxizitäten im Zusammenhang mit nal-IRI sowie bei Patienten, die für das UGT1A1*28-Allel homozygot sind, wird eine Dosisanpassung empfohlen.
Folgende Dosierung von NALIRIFOX wird empfohlen: 50 mg/m² nal-IRI intravenös über 90 Minuten, gefolgt von Oxaliplatin 60 mg/m² intravenös über 120 Minuten, gefolgt von LV 400 mg/m² intravenös über 30 Minuten, gefolgt von 5-FU 2.400 mg/m² intravenös über 46 Stunden.  Dieses Behandlungsschema soll alle 2 Wochen wiederholt werden. Die empfohlene Anfangsdosis von nal-IRI für Patienten, die Träger der UGT1A1*28-Variante (UGT1A1*28-Allel-Homozygot) sind, ist unverändert und bleibt bei einer intravenösen Verabreichung von 50 mg/m² über 90 Minuten bestehen.

## Nebenwirkungen
Zu den häufigsten Nebenwirkungen unter nal-IRI in Kombination mit 5-FU/LV zählen Diarrhö, Übelkeit, Erbrechen, Appetitmangel, (febrile) Neutropenie, Ermüdung, Asthenie, Anämie, Thrombozytopenie, Stomatitis und Fieber. Die Rate an Nebenwirkungen, die zu einem Behandlungsabbruch führten, betrug unter der Kombinationstherapie mit nal-IRI plus 5-FU/LV 11 % und unter Monotherapie 12 %.
Bei dem Therapieschema NALIRIFOX, der Kombination aus nal-IRI, Oxaliplatin und 5-Fluorouracil/Leucovorin (5-FU/LV) waren die häufigsten therapiebedingten nichthämatologischen Nebenwirkungen des Grades 3–4 Diarrhoe (20,3 %), Übelkeit (11,9 %), Erbrechen (7,0 %) und Hypokaliämie (15,1 %). Die Diarrhoe konnte mit geeigneten Antidiarrhoika behandelt werden. Die Rate an peripheren Neuropathien des Grades 3–4 war unter NALIRIFOX niedriger als unter Gem+nabPac (3,2 % versus 5,8 %). Ebenso war die Rate an hämatologischen unerwünschten Ereignissen des Grades 3–4 geringer, wie z. B. Neutropenie (14,1 % versus 24,5 %), Anämie (10,5 % versus 17,4 %) oder Thrombozytopenie (0,8 % versus 3,7 %).

## Gegenanzeigen
Nal-IRI ist bei schweren Überempfindlichkeitsreaktionen gegenüber dem Wirkstoff oder sonstigen Bestandteilen des Präparates sowie während des Stillens kontraindiziert.

## Pharmakokinetik
Aufgrund der liposomalen Verkapselung wird die Zirkulation der Substanz verlängert und die Verteilung im Verhältnis zu jenem von nicht liposomalem Irinotecan begrenzt. Während der Zirkulation verbleiben bis zu 95 % (2,6 l/m²) Irinotecan im Liposom verkapselt. Mit 138 l/m² zeigte nicht liposomales Irinotecan ein größeres Verteilungsvolumen, was darauf hinweist, dass nal-IRI überwiegend auf vaskuläre Flüssigkeit begrenzt ist. Während nicht liposomales Irinotecan in 30–68 % der Fälle und SN-38 sogar in etwa 95 % der Fälle an Plasmaproteine binden, bindet die pegylierte liposomale Form nur unwesentlich an Plasmaproteine (< 0,44 %).
Die Verstoffwechselung von aus Liposomen freigesetztem und freiem Irinotecan ist vergleichbar. Die Metabolisierung von Irinotecan zu SN-38 erfolgt über das Enzym Carboxyesterase. SN-38 wird in der Folge hauptsächlich von dem Enzym UDP-Glucuronosyltransferase 1A1 (UGT1A1) zu einem glukuronidierten Zwischenprodukt metabolisiert. Bei Patienten, die für das UGT1A1*28-Allel homozygot sind, ist die Aktivität von UGT1A1 reduziert.
11 bis 20 % eines nicht liposomalen Irinotecans werden über den Urin ausgeschieden – bei SN-38 liegt die Ausscheidung bei < 1 % und bei SN-38-Glukuronid bei 3 %. Unter nal-IRI betrug die kumulative Ausscheidung von Irinotecan und seinen Metaboliten über die Galle und den Urin nach einem Zeitraum von 48 Stunden ungefähr 25 % (100 mg/m²) bis 50 % (300 mg/m²). Hinsichtlich Leber- und Nierenfunktionsstörungen liegen derzeit noch keine (ausreichenden) Daten vor, um die pharmakokinetischen Auswirkungen beurteilen zu können. Zudem gibt es keine Hinweise darauf, dass sowohl das Alter als auch das Geschlecht Einfluss auf die Exposition gegenüber Irinotecan und seinen Metaboliten haben.

## Wechselwirkungen
Informationen zu Wechselwirkungen von nal-IRI mit anderen Arzneimitteln beruhen auf wissenschaftlichen Daten zu nicht liposomalem Irinotecan. Die Exposition gegenüber Irinotecan und SN-38 kann bei Patienten, die gleichzeitig starke Induktoren von Cytochrom-P450 3A4 (CYP3A4) wie z. B. Antikonvulsiva (Phenytoin, Phenobarbital oder Carbamazepin) erhalten, reduziert werden. Im Gegensatz dazu kann die zusätzliche Gabe von CYP3A4-Inhibitoren (z. B. Grapefruitsaft, Clarithromycin, Indinavir, Itraconazol) sowie UGT1A1-Inhibitoren (z. B. Atazanavir, Gemfibrozil, Indinavir, Regorafenib) zu einer Erhöhung der systemischen Exposition von nal-IRI führen.